# Последњи круг у Монци
Последњи круг у Монци је југословенски филм из 1989. године. Режирао га је Александар Бошковић, а сценарио је написао Душан Прелевић. Главне улоге тумаче Драган Николић, Весна Станојевић и Данило Бата Стојковић.

## Радња
Прича о аутсајдеру који је осам година провео у затвору због пљачке. Вечити побуњеник, незадовољан системом и људима који га окружују, жели да успостави пут сопствене правде. Као члан београдске мафије, после још једне неуспешне пљачке, због издаје, поново је у затвору. Успевши да побегне, принуђен је да напусти земљу и једине две особе које га воле, девојку и мајку. Одлази у Италију и након успешне освете постаје шеф југословенских мафијаша у целој Италији. Најзад је нашао свој пут правде, славе и богатства, али не и љубави. То је једино што га чека у Београду. Управо је завршио велики посао са другом за трке у Монци. Међутим, он неће моћи да види последњи круг у Монци.

## Улоге
| Глумац                  | Улога                 |
| ----------------------- | --------------------- |
| Драган Николић          | Урош, „Урке“          |
| Весна Станојевић        | Силија                |
| Данило Бата Стојковић   | Добривоје             |
| Оливера Марковић        | Мара, Урошева мајка   |
| Предраг Ејдус           | Жабац                 |
| Јосиф Татић             | Баки                  |
| Драган Максимовић       | Црни                  |
| Горан Султановић        | Предраг „Пеђа“        |
| Данило Лазовић          | затвореник Колективац |
| Миодраг Крстовић        | Мајмун                |
| Душица Жегарац          | Анка                  |
| Петар Краљ              | Иследник              |
| Бранко Цвејић           | директор клуба        |
| Сања Радмиловић         | Аутостоперка          |
| Љубомир Ћипранић        | Босанац               |
| Никола Ђуричко          | Никола                |
| Јелена Жигон            | Николина мајка        |
| Михајло Бата Паскаљевић | Власник ресторана     |
| Ангелина Маринковић     | Италијански спикер    |
| Младен Недељковић Млађа | Конобар               |
| Предраг Милинковић      | Фалсификатор исправа  |
| Момчило Станишић        | Чувар у затвору       |
| Ивана Жигон             | Снежана               |
| Душан Прелевић          | музичар у клубу       |
| Милан Михаиловић        |                       |
| Југослав Кујунџић       |                       |
| Тодор Мартиновић        |                       |

## Занимљивости
Душан Прелевић Преле је 2003. године написао сценарио за други део „Последњи круг у Монци 2“. Продукцијска кућа „Комора филм“ је 2005. године снимала трејлер за филм, са Драганом Николићем, Емиром Кустурицом, Бором Ђорђевићем и Оливером Мандићем у главним улогама. Најављено је да ће у филму играти и италијански глумци Моника Белучи и Џереми Ајронс, после чега је снимање прекинуто.